# 章节式电子游戏
章节式电子游戏（英語：Episodic video game）是指由若干“集”或“章”组成，不同部分之间在主旨上有连续性的电子游戏作品。通常每一集的游戏时间会比传统叙事型游戏较短，并且往往每一集游戏内容会分期发布。
这种游戏出现了很多年，但还没能获得实际意义的成功。早期这一模式大多被独立开发商使用，先发行一集，好为接下来的开发赚取资金。但自Telltale Games于2012年发行的章节式游戏《行尸走肉》大获成功以来，大型游戏厂商也开始在这一模式上试水。